# Scars of Love
Scars of Love (br: Cicatrizes do Amor) é o álbum de estréia do trio de dança freestyle TKA, lançado em 11 de Outubro de 1987 pela gravadora Tommy Boy Records. O álbum contém seis singles, sendo o primeiro, "One Way Love", o single de maior sucesso, onde conseguiu a posição #75 na Billboard Hot 100. Nenhum outro single desse álbum conseguiu entrar na Billboard Hot 100, embora todos tenham entrado no Top 30 da parada dance dos Estados Unidos.
A música "Someone in the Dark" é um cover da música originalmente de Michael Jackson, e a música "Broken Dreams" está incluida apenas na edição de CD do álbum.
O álbum conseguiu a posição #135 na Billboard 200.
| Críticas profissionais                                                      | Críticas profissionais |
| Avaliações da crítica                                                       | Avaliações da crítica  |
| Fonte                                                                       | Avaliação              |
| --------------------------------------------------------------------------- | ---------------------- |
| allmusic                                                                    | [ 1 ]                  |
| Esta tabela precisa de ser acompanhada por texto em prosa. Consulte o guia. |                        |

## Faixas
| N.º | Título                | Produtor(es)                            | Duração |  |
| 1.  | "Scars of Love"       | Joey Gardner                            | 5:04    |  |
| 2.  | "X-Ray Vision"        | The Hitmen                              | 5:55    |  |
| 3.  | "It's Got to Be Love" | Robin Halpin                            | 5:04    |  |
| 4.  | "Come Get My Love"    | Gardner · Robert Marcial                                        | 5:59    |  |
| 5.  | "One Way Love"        | Jeff Mann · Marco Olive                 | 5:19    |  |
| 6.  | "Tears May Fall"      | Andy "Panda" Tripol · The Latin Rascals | 4:50    |  |
| 7.  | "Someone in the Dark" | Gardner                                 | 4:35    |  |
| 8.  | "Don't Be Afraid"     | The Latin Rascals                       | 5:14    |  |
| 9.  | "Broken Dreams"       | Leroi Evans                             | 5:11    |  |

## Posições nas paradas musicais
| Parada musical (1988)          | Melhor posição |
| ------------------------------ | -------------- |
| Estados Unidos - Billboard 200 | 135            |